# Fernando Meligeni
Fernando Meligeni (* 12. April 1971 in Buenos Aires, Argentinien) ist ein ehemaliger brasilianischer Tennisspieler.
Der Sandplatzspezialist konnte in seiner Karriere drei ATP-Turniere im Einzel gewinnen und zog bei den French Open 1999 ins Halbfinale ein. Seine beste Weltranglistenposition war der 25. Platz. Im Doppel feierte er hauptsächlich mit seinem Landsmann Gustavo Kuerten Erfolge. Mit ihm gewann er fünf von insgesamt sieben Turnieren und erreichte 1998 das Viertelfinale der French Open.

## Karriere
Meligeni begann seine ATP-Karriere im August 1989 mit der Teilnahme an einem Challenger-Turnier in Sao Paulo. Er scheiterte in der ersten Runde, kam jedoch bei einem weiteren Challengerturnier 1989 in die dritte Runde. Sein erster Auftritt in der ATP-Tour war im Februar 1991 in Guarujá (Brasilien). 1992 debütierte er bei den US Open und im Jahr darauf konnte er mit drei Turniersiegen auf der Challenger-Tour, dem Achtelfinaleinzug bei den French Open und einer Jahresendposition innerhalb der Top 100 auf sich aufmerksam machen. Im Jahr 1995 feierte er in Båstad seinen ersten Turniersieg im Einzel auf der ATP-Tour. Sein erster Sieg im Doppel folgte 1996 in Santiago de Chile. Bei den Olympischen Sommerspielen 1996 in Atlanta erlebte er eine herbe Enttäuschung, als er im Spiel um die Bronzemedaille dem Inder Leander Paes unterlag. Seinen Karrierehöhepunkt erreichte er im Doppel 1997 mit vier Turniersiegen inklusive des Sieges des International-Series-Gold-Turniers in Stuttgart an der Seite von Gustavo Kuerten. Im Einzel konnte er 1999 mit seinem Halbfinaleinzug bei den French Open und seinem 25. Rang in der Weltrangliste im Oktober den Gipfel seiner Karriere erreichen. 2003 konnte er mit dem Gewinn der Goldmedaille bei den Panamerikanischen Spielen in der Dominikanischen Republik noch einmal einen Erfolg feiern.

## Turniersiege
| Legende                   |
| Grand Slam                |
| Tennis Masters Cup        |
| ATP Masters Series        |
| International Series Gold |
| International Series      |

### Einzel
| Nr. | Datum          | Turnier   | Belag | Finalgegner    | Ergebnis |
| --- | -------------- | --------- | ----- | -------------- | -------- |
| 1.  | 10. Juli 1995  | Båstad    | Sand  | Christian Ruud | 6:4, 6:4 |
| 2.  | 6. Mai 1996    | Pinehurst | Sand  | Mats Wilander  | 6:4, 6:2 |
| 3.  | 27. April 1998 | Prag      | Sand  | Sláva Doseděl  | 6:1, 6:4 |

### Doppel
| Nr. | Datum             | Turnier               | Belag | Partner         | Finalgegner                          | Ergebnis |
| --- | ----------------- | --------------------- | ----- | --------------- | ------------------------------------ | -------- |
| 1.  | 10. November 1996 | Santiago de Chile (1) | Sand  | Gustavo Kuerten | Dinu Pescariu Albert Portas          | 6:4, 6:2 |
| 2.  | 13. April 1997    | Estoril               | Sand  | Gustavo Kuerten | Andrea Gaudenzi Filippo Messori      | 6:2, 6:2 |
| 3.  | 15. Juni 1997     | Bologna               | Sand  | Gustavo Kuerten | Dave Randall Jack Waite              | 6:2, 7:5 |
| 4.  | 20. Juli 1997     | Stuttgart             | Sand  | Gustavo Kuerten | Donald Johnson Francisco Montana     | 6:4, 6:4 |
| 5.  | 27. Oktober 1997  | Bogotá                | Sand  | Luis Lobo       | Karim Alami Maurice Ruah             | 6:1, 6:3 |
| 6.  | 12. Juli 1998     | Gstaad                | Sand  | Gustavo Kuerten | Daniel Orsanic Cyril Suk             | 6:4, 7:5 |
| 7.  | 22. März 1999     | Casablanca            | Sand  | Jaime Oncins    | Massimo Ardinghi Vincenzo Santopadre | 6:2, 6:3 |

## Statistik
|                    | 1990 | 1991 | 1992 | 1993 | 1994 | 1995 | 1996 | 1997 | 1998 | 1999 | 2000 | 2001 | 2002 | 2003 |
| Australian Open    | n.t. | n.t. | n.t. | n.t. | 1    | n.t. | 1    | 2    | 1    | 1    | 1    | n.t. | 1    | 1    |
| French Open        | n.t. | n.t. | n.t. | AF   | 1    | 3    | 1    | 2    | AF   | HF   | 2    | 3    | 2    | n.t. |
| Wimbledon          | n.t. | n.t. | n.t. | n.t. | 1    | n.t. | n.t. | n.t. | n.t. | n.t. | 1    | 2    | 1    | n.t. |
| US Open            | n.t. | n.t. | 1    | 1    | 1    | 1    | 1    | 3    | 1    | 2    | 1    | 2    | 2    | n.t. |
| Jahresend-Position | 391  | 206  | 169  | 99   | 91   | 64   | 94   | 67   | 57   | 28   | 100  | 71   | 74   | 210  |

## Olympische Spiele
- Vierter Platz bei den Olympischen Sommerspielen 1996 in Atlanta

## Daviscup
Im Davis Cup konnte er für Brasilien von 29 Matches dreizehn gewinnen.